# Lelio Lagorio
Lelio Lagorio (ur. 9 listopada 1925 w Trieście, zm. 7 stycznia 2017 we Florencji) – włoski polityk, prawnik, publicysta i nauczyciel akademicki, parlamentarzysta krajowy i europejski, minister w kilku gabinetach.

## Życiorys
Z wykształcenia prawnik, absolwent Uniwersytetu Florenckiego, na którym po studiach pracował jako nauczyciel akademicki. Praktykował również jako adwokat, a także zajmował się działalnością publicystyczną, był autorem kilku książek.
Zaangażował się w działalność polityczną w ramach Włoskiej Partii Socjalistycznej. W 1965 sprawował urząd burmistrza Florencji jako następca Giorgia La Piry. W latach 1970–1978 pełnił funkcję prezydenta Toskanii.
W 1979 po raz pierwszy został wybrany do Izby Deputowanych. Z powodzeniem ubiegał się o reelekcję w wyborach w 1983 i 1987, zasiadając w niższej izbie włoskiego parlamentu do 1992 jako poseł VIII, IX i X kadencji. Od 4 kwietnia 1980 do 4 sierpnia 1983 sprawował urząd ministra obrony w pięciu kolejnych gabinetach, którymi kierowali Francesco Cossiga, Arnaldo Forlani, Giovanni Spadolini i Amintore Fanfani. Następnie do 1 sierpnia 1986 był ministrem turystyki i rekreacji w rządzie Bettina Craxiego. W latach 1986–1987 przewodniczył frakcji socjalistycznej w Izbie Deputowanych.
W latach 1989–1994 był deputowanym do Parlamentu Europejskiego III kadencji, w którym zajmował stanowisko wiceprzewodniczącego frakcji socjalistycznej. Od 1990 do 1992 był wiceprzewodniczącym konfederacji ugrupowań socjalistycznych, przekształconej później w Partię Europejskich Socjalistów.
Odznaczony Orderem Zasługi Republiki Włoskiej I klasy (1978).